# 安立寺 (横浜市)
安立寺（あんりゅうじ）は、神奈川県横浜市金沢区町屋町にある日蓮宗の寺院。山号は福船山。旧本山は比企谷妙本寺、池上・芳師法縁。船中問答の霊跡。日常作、日蓮開眼と伝わる感応の祖師像を祀る。境内のクロマツは古木として知られる。

## 歴史
文永元年（1264年）頃下総（現在の千葉県）から立正大師日蓮が鎌倉に渡るとき、中山の武士富木常忍（後の日常、中山法華経寺を創建）と船中で問答を行った。この船が金沢に着くと修験道の悟明（のちの安立院日悟）と庵（安立坊）で問答を行い、悟明は日蓮に帰依、日蓮宗に改めた。

## 境内
- 山門
- 本堂

## 歴代
- 安立院日悟

## 参考資料
- 中尾堯『日蓮の寺』東京書籍
- 市川智康『日蓮聖人の歩まれた道』水書房
- 日蓮宗寺院大鑑編集委員会『宗祖第七百遠忌記念出版 日蓮宗寺院大鑑』大本山池上本門寺 (1981年)
- 「町屋村」『新編武蔵風土記稿』 巻ノ74久良岐郡ノ2、内務省地理局、1884年6月。NDLJP:763985/100。